# Nikolaj Sidorov
Nikolaj Aleksandrovič Sidorov (in russo Николай Александрович Сидоров?; Mosca, 23 novembre 1956) è un ex velocista sovietico, campione olimpico della staffetta 4×100 metri a Mosca 1980.

## Biografia
All'apice della carriera ha vinto la medaglia d'oro nella staffetta 4×100 m a Mosca 1980.

## Palmarès
| Anno | Manifestazione  | Sede     | Evento  | Risultato | Prestazione | Note |
| ---- | --------------- | -------- | ------- | --------- | ----------- | ---- |
| 1980 | Giochi olimpici | Mosca    | 4×100 m | Oro       | 38"26       |      |
| 1982 | Europei         | Atene    | 4×100 m | Oro       | 38"60       |      |
| 1983 | Mondiali        | Helsinki | 4×100 m | Bronzo    | 38"41       |      |